# Jef De Pauw (1894)
Joseph Jean Louis (Jef) De Pauw (Schaarbeek 1894 – Etterbeek 1947) was een Belgische kunstenaar. Hij was kunstschilder, tekenaar, aquarellist, graficus, hout- en linosnijder.
Hij mag niet verward worden met zijn naamgenoot Jef De Pauw (1888-1930) uit Temse. Op internetsites en zelfs bij veilinghuizen worden worden hun werken vaak verkeerd aan elkaar toegeschreven, ondanks het feit dat de signaturen van de schilders verschillend en vrij duidelijk zijn. Er is geen familiale band tussen beiden.

## Loopbaan
Hij was autodidact, beïnvloed door Henri Roidot en Anto Carte.
Hij schilderde vooral landschappen, dorpsgezichten, dorpsgezichten onder de sneeuw, stillevens, marines, portretten en talrijke zelfportretten.
Zijn straatgezichten werden vooral geschilderd in de gemeenten rond Brussel, zoals Drogenbos, Watermaal, en Bosvoorde, in het bijzonder de Gaaistraat, waar de schilder heeft gewoond.
Na een fauvistische periode evolueerde hij zoals anderen, waaronder Dehoy en Counhaye, naar een meer expressionistische richting verwant aan De Vlaminck en Derain, maar soberder en minder dramatisch.  Zijn landschappen en stadsgezichten hadden een nogal bijzondere atmosfeer van regen, grijsheid en stille verlatenheid. Hij schilderde stevig opgebouwde composities, met een beperkt kleurenpalet en sterke stilering. Zijn werk toonde aanvankelijk expressionistische kenmerken, waardoor hij tot het expressionisme gerekend wordt. In een latere fase kregen ze echter een meer intimistische sfeer. Soms waren ook kubistische elementen aanwezig.
Hij was een virtuoos houtsnijder met een expressionistische stijl. Volgens Walden Art behoort zijn zelfportret uit 1924 tot de belangrijkste werken van het expressionisme in Vlaanderen. Dit zelfportret is verwant met de expressionistische houtsnijkunst, in het bijzonder aan de zelfportretten van Ernst Ludwig Kirchner en Erich Heckel.
Hij stelde zijn werk onder andere tentoon op de driejaarlijkse salons met “Les Peintres de Watermael-Boitsfort” in Galérie Giroux, in het Paleis voor Schone Kunsten in Brussel en ook vaak in het buitenland.
Hij exposeerde in 1925 in het Cabinet Maldoror (Ravenstein) te Brussel. De Belgische Staat kocht toen zijn werk ‘Le Violon’.
Hij was lid van L' Association des Xylographes Belges.
Na zijn dood werden een aantal van zijn werken (stilleven, pastel) in 1969 opgenomen in de tentoonstelling ‘Kunstschilders van Watermaal-Bosvoorde’ in het Hoge Huis te Bosvoorde.
Het Paleis voor Schone Kunsten in Brussel bezit vier van zijn werken. Verder hangt zijn werk in het Museum Parc Boverie (Musée d’Art Moderne) in Luik, in het stadhuis van Etterbeek, in Kaunas (Litouwen) en Tallin (Estland).
De werken "Huizen onder de sneeuw" en "Portret of the artist" werden aangekocht door de Vlaamse Gemeenschap.
In de nalatenschap van Irène Hamoir, weduwe van Louis Scutenaire, bevonden zich meerdere van zijn werken. Hij heeft ook een portret van haar geschilderd.

## Galerij

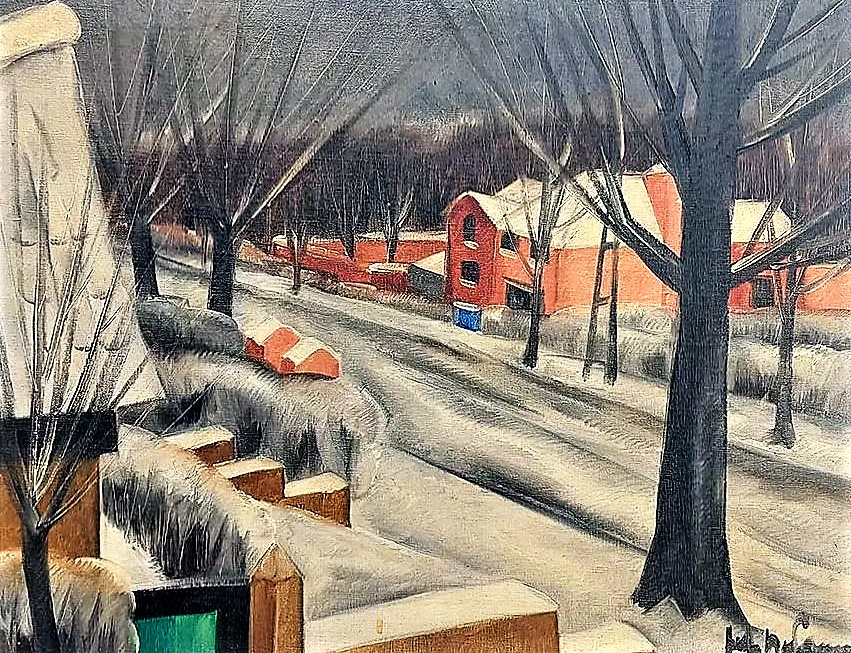
Jef De Pauw, Winterlandschap in de straat
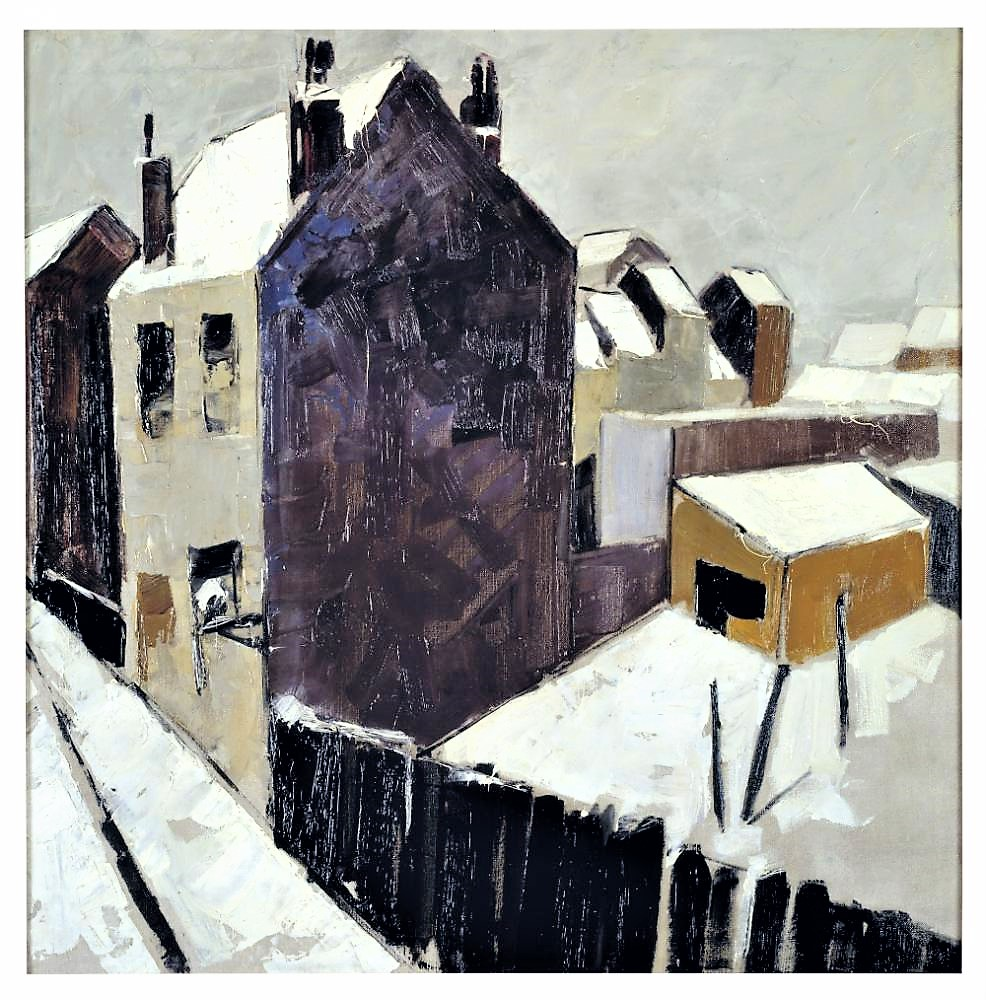
Jef De Pauw "Huizen onder de Sneeuw" (Collectie Vlaamse Gemeenschap)
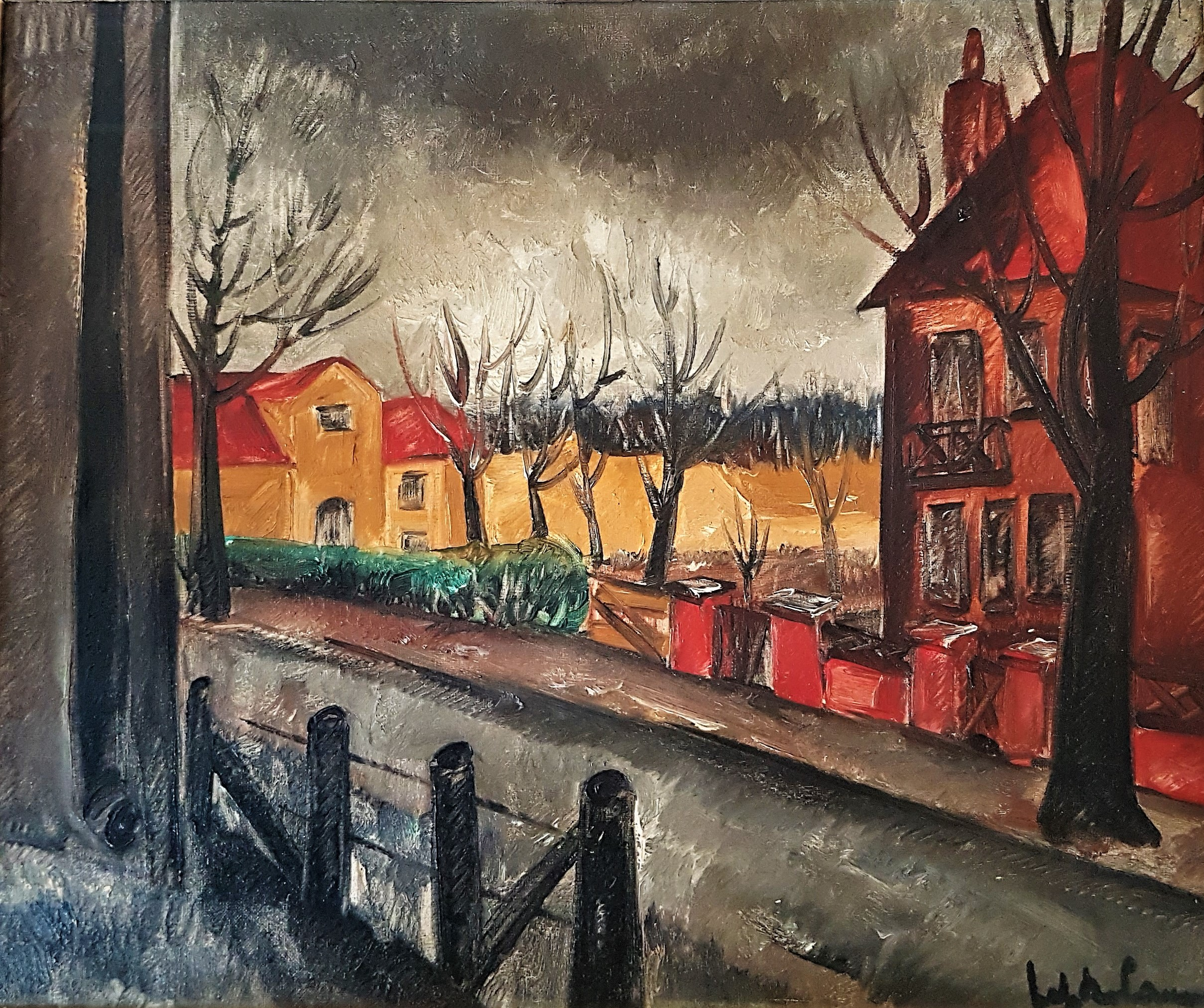
Jef De Pauw 1894-1947 "De Gaailaan in Bosvoorde in de herfst"
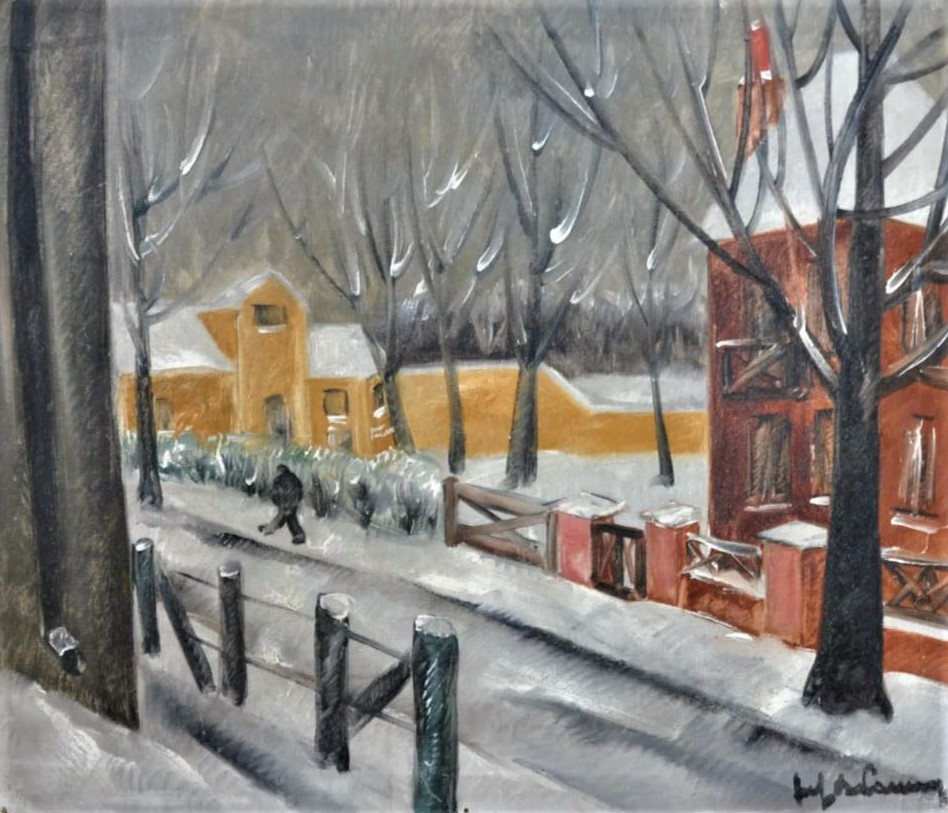
Jef De Pauw (1894) "De Gaailaan in Bosvoorde in de sneeuw"
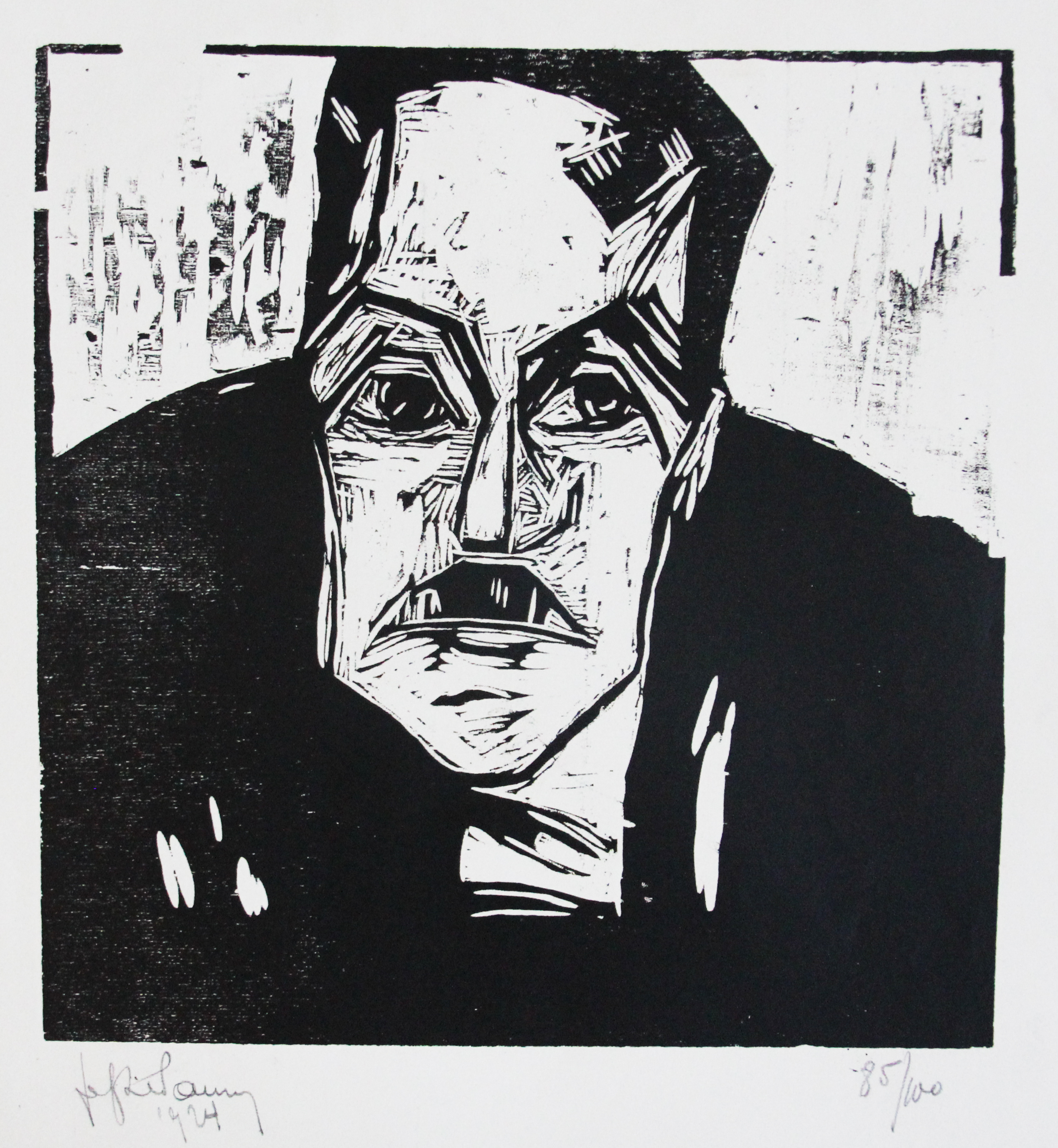
Jef De Pauw - zelfportret 1924 - houtsnede
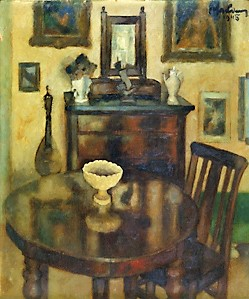
Jef De Pauw - Interieur (Museum voor Schone Kunsten)